# Harry Walter (Werbefachmann)
Harry Walter (* 20. März 1929 in Berlin; † 31. Dezember 2013 in Fort St. James, British Columbia, Kanada) war ein deutscher Fotojournalist, Werbeagent und Geschäftsführer in der Werbebranche.

## Leben
Harry Walter war der Sohn des Werbeberaters Alfred Walter, einem leitenden Angestellten der Berliner Anschlag- und Reklamewesen GmbH (BEREK) und Ella Scholz, Tochter der Berliner Stadtverordneten Gertrud Scholz. Harry Walter wuchs in einem sozialdemokratisch geprägten familiären Umfeld auf. Bis zum Jahr 1943 besuchte er das Leibniz-Gymnasium in Berlin und kam dann bis Kriegsende zur Marine. Im Jahr 1945 geriet er in Kriegsgefangenschaft und floh daraus zurück nach Berlin. Dort machte er ab 1946 eine Lehre (Grafisches Gewerbe) im Berliner Verlag „Telegraf“ seines Onkels, dem Journalisten und Verleger Arno Scholz. Nach Abschluss der Lehre arbeitete er ab 1950 als Bildreporter/Fotojournalist für die Illus (Telegraf-Verlag) und war ab 1952 als freier Journalist tätig. 
Walter studierte dann in den Jahren 1957 bis 1959 Kommunikation (und Sozialpsychologie) in Berlin und arbeitete ab 1959 bei der Werbeagentur (Hubert) Troost in Düsseldorf und wurde Chef der Bildabteilung dieser Werbeagentur. Im Jahr 1962 bekam er ein lukratives Angebot von Rolf W(ilhelm) Eggert, dem ehemaligen Werbechef des Flensburger Rum-Herstellers „Pott“, der 1960 eine eigene Werbeagentur in Düsseldorf gegründet hatte. Walter verließ Troost und wurde bei der Werbeagentur R. W. Eggert in Düsseldorf 1963 Mitglied der Geschäftsführung und „Creative Supervisor“ Leiter der Abteilung Gestaltung.
Im Jahr 1964 wurde er Schatzmeister im Art Directors Club Deutschland (ADC), dessen Mitbegründer er war. 

### Wahlkampagnen
Ab 1969 gestaltet er Werbekampagnen für die Sozialdemokratische Partei Deutschlands (SPD) auf Bundes- und Landesebene. Er übernahm 1969 als geschäftsführender Gesellschafter der Agentur ARE Kommunikation GmbH in Neuss die Werbung für die SPD, deren Mitglied er seit 1946 war, im Bund und in den Bundesländern. Walter setzte neue Maßstäbe in der politischen Werbung Deutschlands durch die kreative und konsequente Anwendung von Mitteln und Medien der kommerziellen Werbung. Bekannt wurden vor allem folgende Wahlkämpfe: 
- zur Bundestagswahl 1969 für Willy Brandt („Wir schaffen das moderne Deutschland“)
- zur Bundestagswahl 1972 für Willy Brandt („Willy Brandt muß Kanzler bleiben“)
- zur Bundestagswahl 1976 für Helmut Schmidt („Modell Deutschland“)
- zur Bundestagswahl 1980 für Helmut Schmidt („Sicherheit für Deutschland“)

Sein Kontrahent bei der CDU, der einstige CDU-Bundesgeschäftsführer Peter Radunski, nannte ihn den „Vater der politischen Werbung in Deutschland“.
Walter arbeitete auch für sozialdemokratische Parteien anderer Länder, zum Beispiel bei den Präsidentschaftswahlen 1970 und 1972 in Österreich (Bruno Kreisky, SPÖ), Israel (Schimon Peres), 1982 in Costa Rica (Luis Alberto Monge Álvarez) und 1986 in Portugal (Mário Soares).

### Weitere Tätigkeit
Walter war ab 1979 tätig in der Internationalen Beratung Latein-Amerika und ab 1983 Weltpräsident des IAPC (International Association of Political Consultants). Mehrere Jahre war er Honorarkonsul (Konsul a. h.) für Costa Rica in der Bundesrepublik Deutschland und Träger des Bundesverdienstkreuzes 2. und 1. Klasse  sowie seit 1992 Ehrenbürger von Little Rock, Arkansas. Walter war Mitglied im Rotary Club International und ab 1983 Weltpräsident der International Association of Political Consultants (IAPC).
Im Jahr 1999 war er geschäftsführender Gesellschafter des „Instituts für Strategie, Analyse, Planung und Publikationen“ sowie der „Filmmakers Produktions- und Vertriebs-GmbH“ und erster Vorsitzender der „AG – die Aktive Generation e.V.“ in Krefeld. 
Im Jahr 1980 ließ sich der passionierte Jäger auf der Pinchi Ranch in der kanadischen Provinz British Columbia nieder, wo er am 31. Dezember 2013 starb.

## Buchveröffentlichung
- mit Jana Polgart: Campaigning international. Helmut Schmidt Medien, 2013, ISBN 978-3-00-038087-7.

## Film
- Harry Walter – der Königsmacher. Filmportrait. De Campo-Film Köln für WDR-Fernsehen, 1989. Regie: Ulrike Filgers. 45 Minuten.